# Sarangesa astrigera
Sarangesa astrigera är en fjärilsart som beskrevs av Butler 1893. Sarangesa astrigera ingår i släktet Sarangesa och familjen tjockhuvuden. Inga underarter finns listade i Catalogue of Life.